# A contracorriente (película de 2009)
Against the Current (2009, en español: A contracorriente) es una película independiente norteamericana, que cuenta la historia de un hombre que decide seguir su sueño de nadar 150 millas del Río Hudson, tras haber perdido a su esposa y su hijo. Dirigida y escrita por Peter Callahan, la protagonizan Joseph Fiennes, Justin Kirk, Elizabeth Reaser, Michelle Trachtenberg y Mary Tyler Moore.

## Sinopsis
Paul Thompson (Joseph Fiennes) es un hombre que se dispone a nadar a todo lo largo del Río Hudson: 241 kilómetros desde Troy, NY, hasta Manhattan. Junto a Paul está su mejor amigo de la infancia, Jeff (Justin Kirk) y Liz (Elizabeth Reaser), una maestra con nada mejor que hacer durante sus vacaciones de verano. Juntos se embarcan en un viaje poco común, una aventura de tres semanas por el Hudson.
Con la meta de llegar a la Ciudad de Nueva York el 28 de agosto, Paul mantiene a todos en un horario apretado. Llueva o haga sol, él nada, mientras sus amigos van acompañándolo desde un bote, deteniéndose cada noche a acampar a la orilla del río. Sin embargo, el viaje pronto da un giro inquietante cuando Paul revela que hay más en esta aventura de lo que Jeff y Liz pensaron en un principio. Paul, que sigue sufriendo la trágica pérdida de su esposa e hijo, siente que después de completar este reto no tendrá verdaderamente nada por qué vivir.
Conscientes de que la única manera de ayudar a Paul es continuar con el reto, Jeff y Liz deciden quedarse. Y así con cada brazada que pasa, un humor negro se asienta sobre los tres mientras debaten los puntos más sutiles de las rosquillas, el sexo y la muerte. Mientras los chistes y ocurrencias se mezclan con los intercambios más profundos, el viaje por el río se convierte en batalla no solo para salvar a un amigo, sino para descubrir lo que, en última instancia, buscan dentro de sí mismos.

## Reparto
| Actor                 | Personaje |
| --------------------- | --------- |
| Joseph Fiennes        | Paul      |
| Elizabeth Reaser      | Liz       |
| Justin Kirk           | Jeff      |
| Mary Tyler Moore      | mamá      |
| Michelle Trachtenberg | Suzanne   |
| Samantha Sherman      | Katie     |
| Pell James            | Amy       |
| Amy Hargreaves        | Sarah     |